# Референдум по независимости во Французском Сомали (1967)
Референдум по независимости во Французском Сомали проводился 16 марта 1967 года по приказу президента Франции Шарля де Голля в ответ на беспорядки и демонстрации во время его официального визита в эту заморскую территорию в 1966 году. Результаты референдума были за сохранение статуса заморской территории и против независимости. За сохранение тех же отношений с Францией проголосовало 60,6 % избирателей при явке 95 %.

## Кампания и последствия
Референдум показал сильное разделение населения Французского Сомали по этническому признаку. Большинство сомалийцев голосовало за независимость, планируя позже соединиться с Сомали. Афары же в целом были за сохранение отношений с Францией.
Подобно предыдущему Конституционному референдуму 1958 года, этот референдум характеризовался давлением со стороны французских колониальных властей, которые депортировали около 10 тыс. сомалийцев под предлогом отсутствия у них легальных документов. По официальной статистике, во Французском Сомали проживало 58 240 сомалийцев и 48 270 афаров. Однако в качестве избирателей было зарегистрировано 14 689 сомалийцев и 22 004 афаров. Представители Сомали обвиняли французские власти в одновременном привлечении тысяч кочевников-афаров из Эфиопии. Это категорически отрицалось французскими властями, которые указывали на то, что афары и так представляли большинство избирателей. После объявления результатов референдума наблюдались беспорядки. Кроме этого, Франция усилила контроль на границе.

## Результаты
| Да или нет                 | Голосов | Процент  |
| -------------------------- | ------- | -------- |
| Да                         | 22 555  | 60,60 %  |
| Нет                        | 14 666  | 39,40 %  |
| Недействительных голосов   | 111     | — %      |
| Всего голосов              | 37 332  | 100,00 % |
| Явка                       | 95 %    | 95 %     |
| Источник: Direct Democracy |         |          |